# Papeteries de Sainte-Suzanne
 (août 2022).
Si vous disposez d'ouvrages ou d'articles de référence ou si vous connaissez des sites web de qualité traitant du thème abordé ici, merci de compléter l'article en donnant les références utiles à sa vérifiabilité et en les liant à la section « Notes et références ».
 (août 2022).
 (août 2022).
La mise en forme du texte ne suit pas les recommandations de Wikipédia : il faut le « wikifier ».
Les points d'amélioration suivants sont les cas les plus fréquents. Le détail des points à revoir est peut-être précisé sur la page de discussion.
- Les titres sont pré-formatés par le logiciel. Ils ne sont ni en capitales, ni en gras.
- Le texte ne doit pas être écrit en capitales (les noms de famille non plus), ni en gras, ni en italique, ni en « petit »…
- Le gras n'est utilisé que pour surligner le titre de l'article dans l'introduction, une seule fois.
- L'italique est rarement utilisé : mots en langue étrangère, titres d'œuvres, noms de bateaux, etc.
- Les citations ne sont pas en italique mais en corps de texte normal. Elles sont entourées par des guillemets français : « et ».
- Les listes à puces sont à éviter, des paragraphes rédigés étant largement préférés. Les tableaux sont à réserver à la présentation de données structurées (résultats, etc.).
- Les appels de note de bas de page (petits chiffres en exposant, introduits par l'outil «  Source ») sont à placer entre la fin de phrase et le point final[comme ça].
- Les liens internes (vers d'autres articles de Wikipédia) sont à choisir avec parcimonie. Créez des liens vers des articles approfondissant le sujet. Les termes génériques sans rapport avec le sujet sont à éviter, ainsi que les répétitions de liens vers un même terme.
- Les liens externes sont à placer uniquement dans une section « Liens externes », à la fin de l'article. Ces liens sont à choisir avec parcimonie suivant les règles définies. Si un lien sert de source à l'article, son insertion dans le texte est à faire par les notes de bas de page.
- La présentation des références doit suivre les conventions bibliographiques. Il est recommandé d'utiliser les modèles {{Ouvrage}}, {{Chapitre}}, {{Article}}, {{Lien web}} et/ou {{Bibliographie}}. Le mode d'édition visuel peut mettre en forme automatiquement les références.
- Insérer une infobox (cadre d'informations à droite) n'est pas obligatoire pour parachever la mise en page.

Pour une aide détaillée, merci de consulter Aide:Wikification.
Si vous pensez que ces points ont été résolus, vous pouvez retirer ce bandeau et améliorer la mise en forme d'un autre article.
Les papeteries de Sainte-Suzanne sont des entreprises utilisant l'énergie des moulins pour produire du papier dans la commune mayennaise de Sainte-Suzanne. Seize moulins ont été exploités sur la rivière l'Erve dans le faubourg de la Rivière de la fin du XVIIe siècle au début du XIXe siècle, en particulier par la famille Provost. Au XVIIIe siècle la spécialité papetière de la commune sont les cartes à jouer et les enveloppes. Les papeteries disparaissent progressivement au siècle suivant car elles n'ont pas été modernisées à temps.

## Les moulins
Les moulins étaient les suivants :
- Le moulin-au-vicomte, moulin banal, ou Grand-moulin (XIe siècle) (farine) A fonctionné 9 siècles (1050-1950)
- Le pont-neuf (papier, foulon, farine)
- La roche du pont-neuf
- Les choiseaux supérieur (orge)
- Les choiseaux inférieur XVe siècle (blé)
- Le closeau du choiseau (aujourd'hui disparu) (papier)
- la mécanique ou moulin neuf XVe siècle (papier puis farine puis scierie)
- Le gohard supérieur (papier)
- Château-gaillard
- Le moulin aux lièvres (tan)
- Les noës (farine)
- Le pont-aux-pieux (aujourd'hui disparu)
- La sauvagère ou saugère (papier puis farine)
- Bouvion ou Bourg-Guyon
- La poupinière (papier puis farine)
- La patache (papier puis farine).

## Les papeteries de Sainte-Suzanne auxXVIIesiècleetXVIIIesiècle

### Histoire
Le papier parvient en Perse au VIIIe siècle. L'on substitue alors aux écorces d'arbres le lin et le chanvre, innovés au Turkestan aux alentours de l'ère chrétienne. Le grattage manuel est remplacé par l'action de meules mues par des animaux ou des esclaves. Aux Xe siècle et XIe siècle, le papier se retrouve en Espagne, fabriqué avec des débris de lin et de chanvre macérés dans de l'eau de chaux et écrasés dans des meules.
Les Italiens, ayant eu connaissance du procédé de fabrication du papier par le biais du conquérant arabe en Sicile, et par les croisades, lui donnent au XIIIe siècle une forte impulsion en remplaçant la meule par un système de leviers armés de pilons broyeurs, et animés par une roue hydraulique. C'est à cette époque également que l'on pense à sécher le papier à l'air, posé sur des cordes.

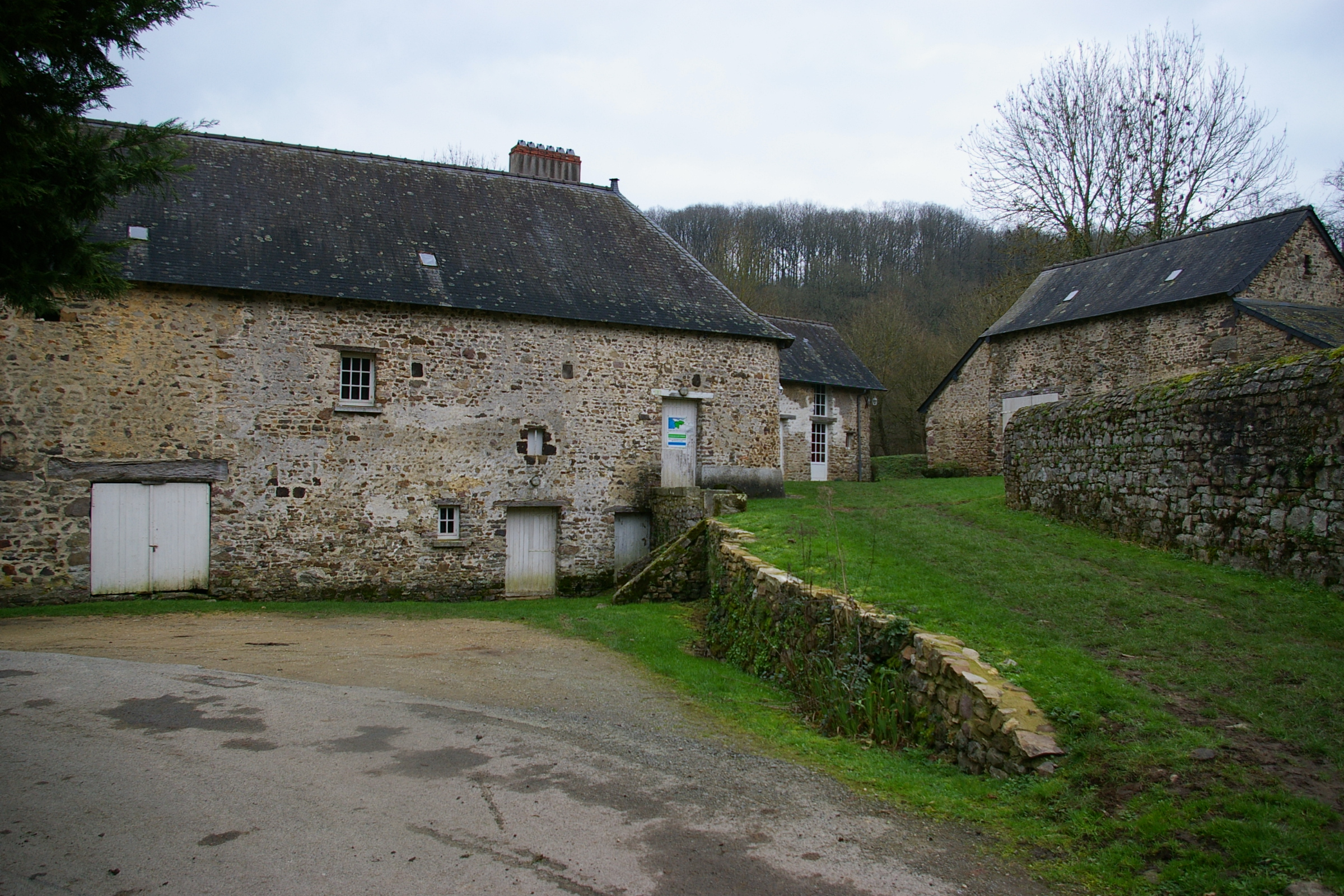
Le Grand-moulin à Sainte-Suzanne, en cours de restauration

C'est vers le milieu du XIVe siècle que les Français construisent à leur tour des moulins dont l'équipement consistait en piles de chêne, maillets ferrés animés par un arbre à cames, lui-même entraîné par une roue. Cette technique fut apportée par les Italiens. Le moulin Richard de Bas, à Ambert en Auvergne, date de cette époque.
Dans le Maine, en 1289, Guy IX de Laval épouse Béatrix de Gâvre, originaire des Flandres, et cette alliance est le prélude d'une nouvelle fortune pour le pays par l'introduction du tissage et des industries qui en dépendent. La Mayenne, dès cette époque, cultive lin et chanvre en quantité importante. L'usage du linge de corps, introduit au XIVe siècle, favorise indirectement l'industrie du papier, fabriqué avec des chiffons de linge usagé. La rareté et le coût du parchemin auraient freiné l'extension de l'imprimerie; au contraire, l'usage du papier permet à cette industrie de se répandre.
Les premiers moulins apparaissent dans le Maine, vraisemblablement vers 1419/1420, puisqu'il est mentionné alors que la fabrique de Courgains a dépensé pour papier et clerc a fere ces presens comptes, de même qu'un document de 1424 mentionne que la fabrique de Chauffour acheta XVII fueylles de papier qio ont esté myses II deniers ob. pour chacune fueylle… Des moulins sont mentionnés à Douillet-le-Joly ou Bouche-Huisne dans la Sarthe.
À Sainte-Suzanne, le premier moulin à papier est mentionné dès 1544. À l'époque, l'essor du commerce atlantique dont profitent plusieurs centres papetiers de l'ouest (région de Morlaix, vallée de la Sèvre nantaise, Pays Fougerais, région de Vire et Mortain) est déterminant dans l'introduction de cette technique à Sainte-Suzanne même.

### La technique de fabrication
Jusqu'au début du XIXe siècle, la feuille de papier est produite à partir de déchets du textile, de guenilles, drapeaux, cordages et de chiffons de chanvre ou de lin. Cette réutilisation donne lieu à un important trafic assuré par les chiffonniers ou marchands de chiffes. Aussi, l'activité papetière se concentre-t-elle dans les zones susceptibles d'offrir des collectes satisfaisantes. Le Bas-Maine, actuel département de la Mayenne, s'y prêtait bien; il fut, jusqu'à la fin du XVIIIe siècle, une région de culture du lin et d'industrie textile (fabrication, négoce). On s'échangeait alors des rebuts contre des épingles.
Jusqu'au XIXe siècle, le papier est toujours fabriqué "à la forme". La matière première est constituée de chiffons qui sont triés et jetés dans une cuve. Le pourrissage des chiffons est facilité par le hachage au "dérompoir" (lame de faux), qui les met en charpie. Ils sont ensuite réduits en pâte par les maillets du moulin.
La pâte à papier mise dans une cuve, un ouvrier (l'ouvreur) la prélève avec une sorte de tamis : la forme. L'eau s'égoutte à travers les mailles de la forme et il obtient une feuille de papier extrêmement fragile qu'il renverse sur un feutre; puis il pose un deuxième feutre sur la feuille. La même opération est répétée jusqu'à ce qu'il constitue une porse (pile de 100 feuilles de papier). Cette porse est mise sous presse. Les feuilles sont ensuite encollées, pressées de nouveau et mises à sécher sur un étendage à l'aide du ferlet.
La papeterie du faubourg de La Rivière, forte sous l'ancien régime de cinq à six unités, connaît des fluctuations qui l'amènent à compter neuf moulins à papier à la veille de la révolution industrielle. Au XVIIIe siècle, les spécialités affirmées du faubourg sont la carte à jouer et l'enveloppe, papier d'emballage de piètre qualité. 
Le papier cartier dit "au pot" est principalement commercialisé et voituré chez les fabricants des grosses villes et, de là, vers les ports : Sainte-Suzanne travaille essentiellement pour Caen, Nantes et Lille.
Les cartes à jouer étaient fabriquées, avec le papier cartier, à Sainte-Suzanne même, par exemple dans une maison située à l'angle de la grande-rue et de la rue de la carterie. Ces cartes étaient essentiellement commercialisées en Bretagne.
"Aimont", tel est le nom inscrit dans la pâte d'une feuille de papier employée par un notaire de Bazougers, en 1682, provenant probablement des usines de Sainte-Suzanne, alors en grande activité.
En 1771, sept moulins à papier fonctionnent :
- Le moulin-neuf (devenu la Mécanique en 1839) = produit 900 rames
- La haute-Pépinière = 500 rames
- Le bourguyon et la sauvagère (saugère) = 100 rames
- Le gohard = 600 rames
- Le pont-neuf = 500 à 600 rames
- La basse-pépinière = 400 rames,

ce qui porte à 3000 rames environ la production en 1771.

### Les mouvements sociaux
À la fin du XVIIIe siècle, l'industrie papetière fut entravée par les exigences des ouvriers, ligués entre eux pour mettre en quarantaine les moulins où l'un d'eux avait eu quelque mécontentement, et par une élévation du prix des chiffons provenant de leur exportation, malgré l'arrêt de 1739 qui défendait de les vendre ailleurs que dans le ressort de chaque moulin pour la fabrique locale.
En février 1794, le manque de subsistances force les patrons papetiers à renvoyer leurs ouvriers. Le 22 novembre 1794, pour favoriser cette industrie qui intéressait toute la région, les papetiers sont exemptés de la garde nationale.
Le 27 septembre 1799, Joseph Fouché, ministre de la police, demande s'il existe dans le département une coalition d'ouvriers papetiers, ayant des statuts, des engagements, des chefs, et met à l'index les manufactures et leurs patrons.

### Le déclin de l'activité papetière
La non-modernisation des procédés de fabrication entraîne la disparition de l'activité papetière. Faute d'avoir adopté la "pile hollandaise", système perfectionné d'écrasement des chiffons qui ouvre la voie à la mécanisation, les papeteries de Sainte-Suzanne traversent la Révolution française dans une sécurité trompeuse dont elles ne se relèvent pas. À partir de 1830, les petits moulins ferment les uns après les autres. À cette date, la nouvelle papeterie Sainte-Apollonie à Entrammes est dotée de la machine au continu, de turbines et d'appareils à vapeur. Le changement de matière première (le bois au lieu des déchets de tissu) aura été fatal aux papeteries suzannaises et au caractère industriel de ce faubourg.
Les papeteries de Sainte-Suzanne ferment définitivement leurs portes entre 1835 et 1840. Le dernier moulin à papier (Bruant, propriétaire) cesse de fonctionner en 1840.

Le recensement de 1851 est le dernier à faire apparaître une personne du métier de papetier à Sainte-suzanne. En 1871, la page est définitivement tournée avec l'autorisation de transformer le "moulin à papier" du Gohard-inférieur en moulin à tan.

## Les papetiers
Une famille, les Provost, a particulièrement fait vivre cette industrie. 

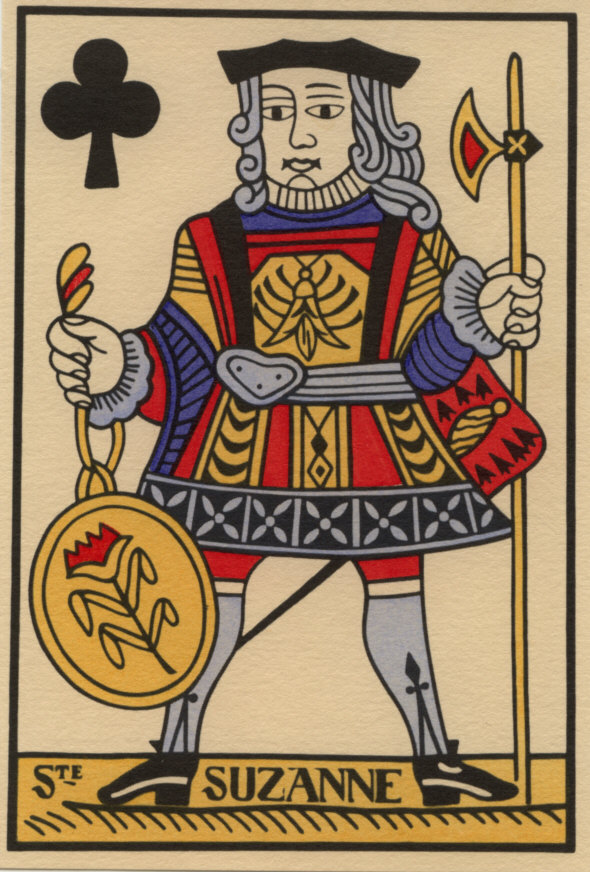
carte postale d'après carte dessinée par Jean-Yves Flornoy, Sainte-Suzanne

Voici la liste non exhaustive des familles qui exploitaient les papeteries de Sainte-Suzanne :
- Le premier moulin à papier y est mentionné en 1544.
- 1604 : François Ragot y est papetier.
- 1673 : Jérôme Bouvet
- 1673, 1683 : René Provost et Marie Cormier
- 1681, 1696 : François Provost et Suzanne Lelièvre
- 1694 : Paul Quantiteau, originaire de Saint-Hilaire-en-Poitou
- 1702 : Barnabé Dupont et Jacquine Berthelot
- 1723 : Joseph Bezognard et Anne Provost
- 1724, 1729 : François Provost et Marie Deschamps
- 1730 : Louis Deschamps et Marie Provost
- 1738, 1750 : Pierre Provost et Madeleine Bassouin
- 1740 : René Bichette et Agnès Barbier ; Jacques Filoche; Jacques Violet
- 1742 : René Bichette et Marie Filoche
- 1742, 1769 : François Provost et Marguerite Pélisson
- 1743 : René Provost et Madeleine Thérault
- 1750 : Jean Provost et Michelle Letellier
- 1750, 1755 : Jean Provost et Anne Persigan
- 1750, 1771 : Mathieu Bichette et Suzanne Provost puis Anne Persigan
- 1751 : Julien Provost et Anne Briceau
- 1751, 1758 : René Girard et Marie Provost ; Louis Joffrineau et Renée Pélisson
- 1760 : Joseph Baguenier et Renée Vallée ; Joseph Provost et Anne Besognard
- 1763 : Louis Chauvet; Louis Picard
- 1773 : Sébastien Lelièvre
- 1779, 1782 : Mathieu Bichette et Anne Provost ; François Motté et Marie Choisnet
- 1780, 1784 : François-Pierre Provost et Marie Dumourtoux
- 1786 : Pierre Vallée et Julienne Bichette
- 1786, 1792 : François Baguenier et Suzanne Bichette
- 1788 : François Morin et Julienne Provost
- 1793, 1799 : Urbain Provost et Catherine Barouille
- 1790, 1800 : René Provost, sieur de Chambouillon, (Chevalier de la Légion d'honneur) et Jeanne Retours
- 1806 : Fidèle-Anne Provost, sieur du Bois, et Angélique Robillard
- 1806, 1808 : Magloire Bichette et Jacquine Leroux.

Une société littéraire, fondée en octobre 1818, ayant pour administrateur Charles-Emmanuel Provost et pour siège la maison Baguenier, existait encore en 1824.
Hyacinthe Provost-Chambouillon est propriétaire rue Dorée à Sainte-Suzanne en 1846.

## Les ouvriers papetiers
Au plus fort de leur fonctionnement elles importaient de la main d'œuvre venue des régions avoisinantes, et même au-delà. Voici par exemple l'origine des ouvriers papetiers qui travaillaient dans les "usines" de Sainte-Suzanne entre 1685 et 1750 :
- - Paul Guautiteaux, Saint-Hilaire (Bas-Poitou)
  - Philippe Lacroix (Angoumois)
  - Pierre Guernet (Normandie)
  - Pierre Le Gallois (La Rochelle)
  - Jérôme Augeard (Auvergne)
  - Jean Demas (Périgord)
  - Jacques Violet (Montfaucon)
  - Catherine Christophe (paroisse de Familly, Lisieux)
  - Jean Esnault (Chartres)
  - Louis Giton (Cormery, Touraine)
  - Pierre Cousin (Chantenay).